# Campbell Newman

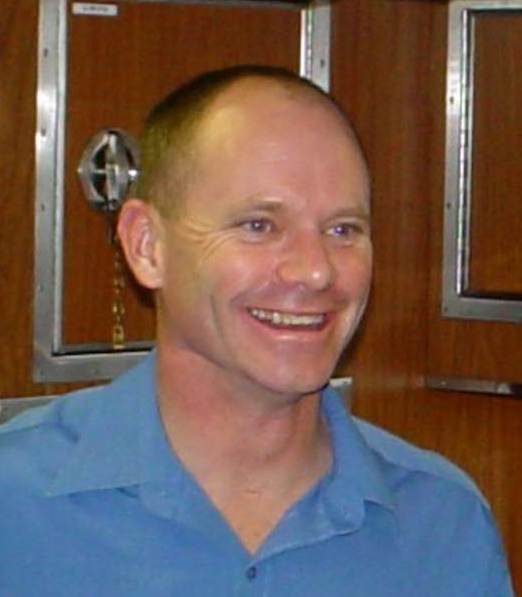
Campbell Newman

Campbell Kevin Newman AO (* 12. August 1963 in Canberra) ist ein australischer Politiker und ehemaliger Premierminister von Queensland. Er war Mitglied der Liberalen Nationalpartei Queensland, gehört seit 2021 aber der Liberal Democratic Party an.

## Leben
Newman besuchte die Launceston Church Grammar School und studierte an dem Royal Military College Duntroon, an der University of New South Wales und an der University of Queensland Ingenieurswesen.
Von 2004 bis 2011 war Newman als Nachfolger von Tim Quinn Bürgermeister von Brisbane. Von 26. März 2012 (als Nachfolger von Anna Bligh) bis 14. Februar 2015 (und seiner verlorenen Wahl gegen Labour, so dass er das Amt an Annastacia Palaszczuk abgeben musste) war er Premierminister von Queensland. 
Im Juli 2021 trat er aus der Liberalen Nationalpartei aus, weil die Parteiführung es nicht geschafft habe, für die Grundwerte der Partei einzutreten. Im August 2021 kündigte er an, für die Liberal Democratic Party bei den Parlamentswahl 2022 für einen Sitz im Senat anzutreten. Es gelang ihm nicht, den Sitz zu gewinnen.
Newman ist verheiratet und hat zwei Töchter.

## Preise und Auszeichnungen (Auswahl)
- Australian Defence Medal
- 2020: Officer des Order of Australia für herausragende Verdienste um das Volk und das Parlament von Queensland, insbesondere als Premierminister, und um die Kommunalverwaltung.[6]